# 헵타트라이아콘탄산
헵타트라이아콘탄산(영어: heptatriacontanoic acid) 또는 헵타트라이아콘틸산(영어: heptatriacontylic acid)은 화학식이 CH3(CH2)35COOH인 37개의 탄소로 구성된 긴 사슬의 포화 지방산이다.

## 공급원
헵타트라이아콘탄산은 Abelmoschus manihot와 Alpinia nigra에 존재한다. 또한 헵타트라이아콘탄산은 동물성 플랑크톤에서도 측정되었다.

## 화합물
화합물 4,21-다이메틸-5,19-다이-(트랜스)-엔오일-헵타트라이아콘탄산은 Mycobacterium brumae의 유리 마이코박테리아산의 주요 동족체 구조이다.

## 제조
미국 특허 제5502226호는 헵타트라이아콘탄산을 포함하는 ω-하이드록시산의 제조 방법을 다룬다.